# 캄퐁치낭

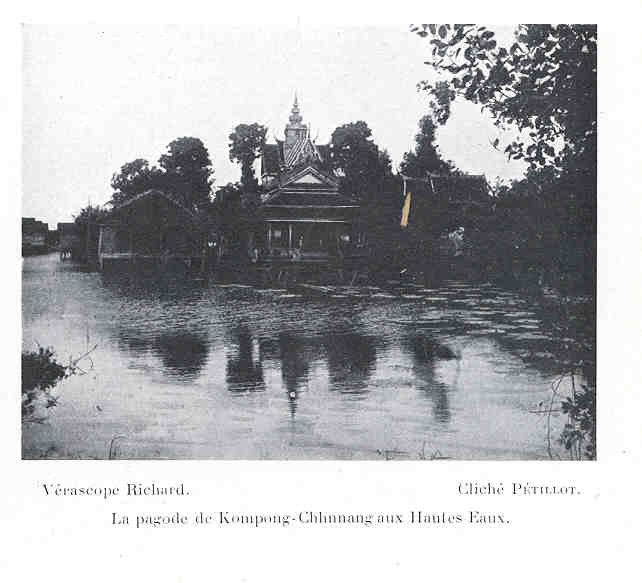

캄퐁치낭(크메르어: ក្រុងកំពង់ឆ្នាំង, Kampong Chhnang)은 캄보디아 중부 캄퐁치낭 주의 주도로, 톤레사프호 서쪽에 위치한다.